# Inferuncus stoltzei
Inferuncus stoltzei is een vlinder uit de familie vedermotten (Pterophoridae). De wetenschappelijke naam van deze soort is voor het eerst geldig gepubliceerd in 1990 door Gielis als Amblyptilia stoltzei 
De soort komt voor in tropisch Afrika.